# Arul Pertik
Arul Pertik is een bestuurslaag in het regentschap Aceh Tengah van de provincie Atjeh, Indonesië. Arul Pertik telt 481 inwoners (volkstelling 2010).